# 阿拉佛拉瘰鱗蛇
阿拉佛拉瘰鱗蛇（學名：Acrochordus arafurae）是蛇亞目瘰鱗蛇科下的一個水棲蛇種，主要分布於澳洲北部及新畿內亞一帶，目前未有任何亞種。

## 特徵
阿拉佛拉瘰鱗蛇的鱗皮相當鬆弛，是其特色之一。牠們主要進食如鰻尾鯰一類的大型魚類。雌性的阿拉佛拉瘰鱗蛇體型較雄性為大，而且生產時平均能誕下17條幼蛇。澳洲北部的原居民經常捕獵牠們，由於阿拉佛拉瘰鱗蛇一旦脫離水源就幾乎喪失活動能力，所以當地土著都會把捕捉到的瘰鱗蛇隨意放置，再一直出外捕蛇及把獲蛇集中，而這期間牠們都不能自行逃生。在新畿內亞，阿拉佛拉瘰鱗蛇的蛇皮會用來製鼓。

## 備註
1. ↑  Sanders, K.; Guinea, M. & Cogger, H. . The IUCN Red List of Threatened Species (IUCN). 2010, 2010: e.T176764A7299709  [10 January 2018]. doi:10.2305/IUCN.UK.2010-4.RLTS.T176764A7299709.en . （原始内容存档于2018-10-02）.
2. ↑  McDiarmid RW、Campbell JA、Touré T：《Snake Species of the World: A Taxonomic and Geographic Reference, vol. 1》頁511，Herpetologists' League，1999年。ISBN 1-893777-00-6
3. ↑  . ITIS. 2007-08-16  [2007-08-16].

## 外部連結
- （英文）瘰鱗蛇專門網站
- （英文）TIGR爬蟲類資料庫：阿拉佛拉瘰鱗蛇 （页面存档备份，存于）